# 安兴贵
安兴贵（6世纪—7世纪），凉州姑臧县（在今甘肃省武威市）人，初唐功臣，武德十六功臣之一。

## 生平
安兴贵在长安仕唐朝，他的弟弟安修仁则辅佐凉帝李轨，并担任户部尚书。武德二年（619年）五月，安兴贵上表请求以祸福说降李轨。唐高祖说：“李轨阻兵恃险，连结吐谷浑、突厥，我想兴兵攻打他，尚且担心不能攻克，岂是用口舌能拿下的！”安兴贵说，虽然李轨确实凶悍且很可能仗着险阻和地远不会听从祸福之言归顺，但自己家在凉州，是百姓所依附的累世豪门望族，弟弟安修仁为李轨所信任，家族子弟数十人在李轨手下典枢密，李轨肯听自己的话固然好，若他不听，也可以轻易图之于肘腋，此行不会不成功。高祖便遣他去。安兴贵至武威，李轨以他为左右卫大将军、尚书，又问以自安之术，安兴贵乘机劝说他：凉地才不过千里，土薄民贫，虽有十万军队，并无险可守，又和豺狼成性的外族接壤，难以长久自保；而起兵于太原的唐政权从取得函谷关一带秦地到统治中原，战必胜，攻必取，是天命而不是人力。并劝李轨举河西归唐，有如再现汉朝窦融之功。李轨默然不答，久后说：“昔日西汉吴王刘濞有江左之兵，尚且自称‘东帝’；我现在有河右之众，难道不能为‘西帝’？我据山河之固，唐虽强大，奈我何？你从唐来，为唐游说，以此酬谢唐的恩遇罢了。”安兴贵害怕，假装谢罪：“臣听闻富贵不归故乡，就好像穿着绣衣却在夜间行走。臣全族受陛下荣禄，蒙受信任，岂敢怀有异心附唐！只是想表达自己愚蠢的想法，全凭陛下可否。”他已知李轨不可说动，于是退下与安修仁秘密结连诸胡起兵击李轨，将要围城，李轨率步骑千余出城拒战。先前秦帝薛举政权败亡，柱国奚道宜投奔李轨，正因不被厚待而怀怨，这时便也联合安修仁等攻打李轨。李轨被击败，据城自守。安兴贵对众宣示：“大唐遣我来诛杀李轨，如有敢帮助李轨的，夷三族！”城中人争相出城投奔安兴贵、安修仁。李轨计穷，最终被安兴贵擒住，安兴贵率众归唐，河西平。唐高祖诏皇太子李建成去原州接应安兴贵。安兴贵被任命为右武候大将军、上柱国、凉国公，食实封六百户，给田宅，赐帛万段。
武德五年（622年）八月，突厥来犯，九月，安兴贵作为领军将军在甘州攻打突厥，并成功击败对方。武德九年（626年），唐高祖禅位于唐太宗。当年十月，唐太宗赐安兴贵食实封六百户。安兴贵之子安元寿加右千牛备身。貞觀三年（629年），在安兴贵表请下，安元寿改检校官。
安兴贵最终获封右骁卫将军、左武卫将军、冠军将军、上柱国、凉国公，食绵、归二州，食一千二百户、实封六百户，贞观年间去世。唐德宗年间，绘图凌烟阁。

## 家族
安兴贵子孙世代居住于武威郡。颜师古曾作《安兴贵家传》，但此书已于宋代之前失传。

### 先祖
祖父安弼，北周朝服侯。父安罗，北周开府仪同三司，隋石州刺史、贵乡县开国公。

### 子孙
- 安恒安，不仕
  - 安文成，不仕
    - 安忠敬（661年—726年），曾任左司御率兼河西节度副大使临洮军使，转鄯州都督。
      - 安重璋，即中唐名将李抱玉。[17][18][19][20][21]
- 安元寿（607年—683年8月31日），右威卫将军、上柱国[13]

后裔骆元光。